# Абдыкарим, Тазагуль Мукашевна
Тазагу́ль Мука́шевна Абдыкари́м (каз. Тазагү́л Мұқашқызы́ Әбдікәрі́м; урождённая Алибе́кова, каз. Әлібе́кова; род. 24 февраля 1942, Вишнёвка, Акмолинская область, Казахская ССР) — доктор педагогических наук, профессор, методист, профессор кафедры казахского языкознания в Евразийском национальном университете имени Л. Н. Гумилёва, член Академии педагогических наук Казахстана.

## Биография
После окончания Саранского педучилища им. Абая в 1964 году, начала работать библиотекарем в профессионально-техническом училище № 41 в Шахан.
В 1966—1968 годы преподавала эстетику.
В 1976 году окончила КарГУ по специальности «Преподаватель казахского языка и литературы».
С 1973 по 1977 годы работала преподавателем в школе № 8 в городе Жезказган.
С 1977 по 1984 годы работала преподавателем и методистом по предмету «Казахский язык и литература».
В 1985—1990 годы являлась младшим научным сотрудником в Казахской академии образования имени Ы.Алтынсарина (бывший Научно-исследовательский институт имени И. Алтынсарина).
В 1990—1994 годы была старшим преподавателем кафедры казахского языка в КазНПУ.
С 1991 по 1992 годы являлась заместителем декана факультета «Казахская филология».
В 1993 году защитила кандидатскую диссертацию на тему «Развитие языка через текст в начальных классах».
С 1994 по 1997 годы работала доцентом на кафедре казахского языкознания в КазНПУ.
С 1998 года продолжает научную и преподавательскую деятельность на кафедре казахского языкознания в ЕНУ.
В 2007 году защитила докторскую диссертацию на тему "Научно-методические основы составления текста в учебниках «Әліппе» и «Ана тілі».
В 2011 году избрана полноправным членом Академии педагогических наук Казахстана.

## Научные интересы
Теория и практика преподавания методики казахского языка начальных, средних и высших школ. Терминология, функциональная стилистика (научный стиль) казахского языка.

## Публикации
Автор более 100 научных, научно-популярных и учебно-методических публикации, среди которых около 23 учебников, методических пособий.

### Наиболее крупные труды
- ЖОО арналған қазақ тілін оқыту әдістемесі: практикалык және лабораториялык жұмыстар. — Алматы: Ана тілі, 1999. — 224 стр.
- Бастауыш сыныпта мәтін арқылы тіл дамытудың ғылыми негізі мен оқыту әдістемесі (монография). — Алматы: Ғылым, 2002. — 312 стр.
- Мәтін және «Ана тілі» оқулығы мәтіндемесін құрудың теориясы (монография). — Павлодар: «ЭКО» ҒӨФ, 2007. — 332 стр.
- Қазақ тілін оқытуда қолданатын талдау түрлері. Оқу әдістемелік құрал. — Астана: Еуразия гуманитарлық институты, 2008. — 222 стр.
- «Latun-gazag alippesі» (өздігімен үйренуге арналған). Оқу әдістемелік құрал. — Астана: Еуразия гуманитарлық институты, 2009. — 150 стр.
- «Ана тілі» оқулығы. Жалпы білім беретін мектептің 3-сыныбына арналған оқулық: инновациялык технологиямен жасалған. — Алматы: Атамұра, 2010. — 352 стр.
- Ана тілі. Хрестоматия. Жалпы білім беретін мектептің 3-сыныбына арналған: өңделген үшінші басылымы. Алматы: Атамұра, 2010. — 208 стр.
- «Ана тілі» оқулығын оқыту әдістемесі. Инновациялық технологияны қолдану негізінде жазылған. Алматы: Атамұра, 2010. — 152 стр.